# Filmgestaltung
Die Filmgestaltung umfasst alle Bereiche der künstlerischen Einflussnahme auf das Produkt Film.
Kostüme, Ausstattung, Orte und Geräusche sind typische filmische Gestaltungsmittel, um eine Geschichte zu konstruieren. Filmschaffende können dabei auf bekannte und etablierte Gestaltungsmittel zurückgreifen, oder neue Elemente entwickeln. Meist eröffnen technische Entwicklungen, etwa in der Filmtechnik, neue Gestaltungsmöglichkeiten.
Typische Gestaltungsmittel sind Drehorte, Kostüme, Schminke, Lichtführung, Verhalten der Figuren, Farbgebung, Kameraeinstellungen, Spezialeffekte, Sound und Geräusche, Musik, Sprache, Filmschnitt.